# March Engineering
March Engineering – brytyjski zespół wyścigowy, założony w 1969 roku. W latach 1970–1992 startował (z przerwami) w Formule 1. Ponadto budował nadwozia stosowane m.in. w Formule 2, Formule 3000, Formule 3 i serii CART.
Nazwa zespołu wzięta została od nazwisk założycieli: Maxa Mosleya, Alana Reesa, Grahama Coakera i Robina Herda. Każdy z nich odpowiadał w zespole za inny obszar działań: Mosley za sprawy finansowe, Herd był konstruktorem, Rees kierował zespołem wyścigowym, a Coaker nadzorował produkcję w fabryce.
Najlepszy sezon March zaliczył już w pierwszym roku startów, zajął wtedy 3. miejsce wśród konstruktorów. W tym samym roku ich konstrukcja pierwszy raz wygrała wyścig (Jackie Stewart, GP Hiszpanii 1970), jednak bolid ten należał do zespołu Tyrrell.
W ciągu czternastu sezonów startów w F1, zespoły March wystartowały w 207 Grand Prix, odniosły 3 zwycięstwa, zdobyły 4 pierwsze pola startowe i 7 razy miały najszybsze okrążenie w wyścigu. W 1987 roku japońska agencja nieruchomości Leyton House stała się sponsorem tytularnym a w 1989 roku wykupiła całą firmę i w latach 1990–1991 startowała w Formule 1 jako Leyton House.
Na początku lat 80. XX wieku March skupił się głównie na Formule 2 i serii Indycar. Ich konstrukcja dla amerykańskiej serii okazała się tak dobra, że w pewnym momencie niemal zdominowała stawkę startujących pojazdów. Dodatkowo w latach 1983–1987 odniosła pięć kolejnych zwycięstw w Indianapolis 500, a w roku 1985 i 1986 kierowcy używający tej konstrukcji zostali mistrzami serii (Al Unser i Bobby Rahal).